# Ministère de la Numérisation (Danemark)
Le ministère de la Numérisation est un ministère danois créé le 15 décembre 2022. Il est dirigé par Caroline Stage Olsen depuis le 29 août 2024.

## Histoire
Le ministère de la Numérisation est créé avec la nomination du deuxième gouvernement de Mette Frederiksen, le 15 décembre 2022. Il reprend des attributions du ministère des Finances, du ministère de l'Intérieur et du ministère du Commerce.

## Liste des ministres
| Nom | Nom                  | Gouvernement   | Début du mandat  | Fin du mandat    |
| --- | -------------------- | -------------- | ---------------- | ---------------- |
|     | Marie Bjerre         | Frederiksen II | 15 décembre 2022 | 23 novembre 2023 |
|     | Mia Wagner           | Frederiksen II | 23 novembre 2023 | 7 décembre 2023  |
|     | Marie Bjerre         | Frederiksen II | 7 décembre 2023  | 29 août 2024     |
|     | Caroline Stage Olsen | Frederiksen II | 29 août 2024     | en cours         |